# Nacarina egena
Nacarina egena is een insect uit de familie van de gaasvliegen (Chrysopidae), die tot de orde netvleugeligen (Neuroptera) behoort. 
Nacarina egena is voor het eerst wetenschappelijk beschreven door Navás in 1930.